# Tabaré (poesia épica)
Tabaré é a obra maior do poeta uruguaio Juan Zorrilla de San Martín, composta por cerca de 4500 versos e considerada uma epopéia nacional uruguaia.
Escrito em 1886 mas lançado dois anos depois pela editora Barreiro y Ramos, Tabaré foi um marco na literatura uruguaia, já que o poema alcançou uma certa notoriedade no final do século XIX e durante boa parte do século XX.

## Sinopse
Fala dos amores do índio charrua Tabaré e da espanhola Blanca, quando da ocupação hispânica no Rio da Prata, por volta de 1580.
Tabaré é  filho do cacique charrua Caracé e de uma espanhola chamada Magdalena, que é capturada e violentada pelo cacique após os índios haverem dizimado uma tropa espanhola que desembarcara em terras do atual Uruguai. A mãe de Tabaré ensina alguns preceitos cristãos ao menino antes de morrer. Depois de muitos anos os espanhóis novamente estabelecem um acampamento às margens do rio San Salvador. Uma longa guerra entre castelhanos e charruas vai dizimando a população desse último grupo e os melhores caciques são mortos. D. Gonzalo de Orgaz comanda a tropa de espanhóis naquela região, sendo capitaneado de forma mais geral por Juan de Garay, que foi uma personagem real que fundaria pela segunda vez a cidade de Buenos Aires em 1580. Don Gonzalo traz ao Rio da Prata sua esposa Doña Luz e sua irmã Blanca.
Em um desses ferozes combates entre europeus e indígenas, Tabaré é capturado e levado ao campamento de D. Gonzalo, onde acaba por ver a jovem Blanca que aos olhos do mestizo de ojos azules parecia a imagem de sua falecida mãe. Desconcertado entre o ódio que os charruas alimentavam contra o invasor e a recordação de sua mãe, Tabaré acaba se apaixonando pela jovem irmã de seu inimigo, sendo que a jovem também demonstra muita preocupação ao ver aquele índio fragilizado na condição de cativo. 
Tabaré é visto como um louco entre os soldados espanhóis, já que Tabaré, como filho de Caracé e como novo cacique não fala, foge de todos e fica rondando o campamento de uma forma que levanta suspeita entre os castelhanos.
D. Gonzalo insta a Tabaré a falar o motivo de sua aflição; diante da recusa deste, D. Gonzalo, para não violar um pacto de amizade que havia feito com os índios, decide liberar Tabaré mesmo suspeitando dele.
Logo  depois,  uma turba de índios comandada por um outro jovem cacique, Yamandú, invade o  campamento  espanhol e rapta Blanca. Yamandú leva para a sua tenda a espanhola com o intuito de a violentar. No  caminho Tabaré encontra a Yamandú e imediatamente  reconhece Blanca, que estava desmaiada nos braços de Yamandú. Há uma luta  entre os dois caciques, na qual Tabaré acaba por matar Yamandú. Depois de livrar a espanhola das mãos de seu raptor, Tabaré vai restituir Blanca ao seio familiar, mas ao se encontrar com D. Gonzalo, este pensa que Tabaré é o raptor e o executa com a sua espada. Blanca acorda logo depois e se desespera ao ver o corpo de Tabaré.

## Valor literário
Tabaré é considerado por muitos críticos literários como o último suspiro do romantismo da literatura hispano-americana prenunciando o modernismo , juntamente com Azul de Rubén Dario que tinha sido lançado nesse mesmo ano ( 1888 ). O poema alcançou uma grande notoriedade entre os meios intelectuais da América Latina e da Europa , sendo elogiado por Anatole France.
Zorrilla de San Martín é considerado o grande descritor da natureza uruguaia , que como a de todos os países americanos é tida como exótica pelos europeus, e o belo poema épico do bardo oriental, uma obra sui generis na poesia de sua época fez que Juan Zorrilla de San Martín se tornasse um clássico na literatura de língua espanhola. 
Bibliografia
DAMASCENO,Hermano (H.D); Ensayo de Historia Patria ,Ed.Barreiro y Ramos, Montevidéu,1923.